# El encuentro (álbum)
El encuentro es un disco que contiene algunos de los éxitos Pedro Suárez-Vértiz y Gian Marco, él fue hecho por la empresa bancaria BBVA con un libro de cocina gratis, este álbum sólo fue exclusivo para los que se afiliaban a dicho banco.
El álbum tiene como portada a Pedrito Suárez-Vértiz y Marcos Zignago en la portador ambos con su guitarra como si estuvieran platicando; el álbum también venía con un certificado de autenticidad ya que se obtenía también una guitarra autografiada de ambos músicos.

## Lista de temas
La posición de las canciones varían
1. Cuando pienses en volver - de Pedro Suárez-Vértiz
2. Degeneración actual - de Pedro Suárez-Vértiz
3. Me estoy enamorando - de Pedro Suárez-Vértiz
4. Cuéntame - de Pedro Suárez-Vértiz
5. Lo olvidé - de Pedro Suárez-Vértiz
6. Me elevé - de Pedro Suárez-Vértiz
7. Alguien que bese como tú - de Pedro Suárez-Vértiz
8. Un vino, una cerveza - de Pedro Suárez-Vértiz
9. Cuéntame - de Gian Marco
10. Hoy - de Gian Marco
11. Te mentiría - de Gian Marco
12. Se me olvidó - de Gian Marco
13. Si me tenías - de Gian Marco
14. Canción de amor - de Gian Marco
15. No puedo amarte - de Gian Marco
16. Dos historias - de Gian Marco